# چقاکبود (ایلام)
چقاکبود، روستایی است از توابع شهرستان چوار در استان ایلام ایران.

## جمعیت
این روستا در دهستان ارکوازی قرار داشته و براساس سرشماری سال ۱۳۸۵جمعیت آن ۴۶
نفر (۱۱خانوار) بوده‌است.